# Guillaume Depardieu
Guillaume Depardieu, född 7 april 1971 i Paris, död 13 oktober 2008 i Garches, Hauts-de-Seine, var en fransk skådespelare, och son till skådespelarna Gérard Depardieu och Élisabeth Depardieu.

## Död
Guillaume Depardieus hälsa äventyrades av drogberoende och av hans motorcykelolycka år 1995 och dess påföljande operationer. Han ådrog sig en svårartad viral lunginflammation under inspelningen av The Childhood of Icarus (L'Enfance d'Icare). Han lyckades ej bli kvitt denna infektion, och den 13 oktober 2008, dog han 37 år gammal på ett sjukhus i Garches.

## Filmografi (urval)
- Pas si méchant que ça (1974)
- All världens morgnar (1992)
- Cible émouvante (1993)
- Les apprentis (1995)
- Marthe (1997)
- Alliance cherche doigt (1997)
- Comme elle respire (1998)
- Le Comte de Monte-Cristo (1998)
- POLA X (French-German) 1999
- Elle et lui au 14e étage (2000)
- Les marchands de sable (2000)
- Aime ton père (2000)
- Amour, prozac et autres curiosités (2001)
- Samhällets olycksbarn (2001)
- Peau d'ange (2002)
- Le pharmacien de garde (2002)
- Après vous... (2003)
- Celibataires (2006)
- Ne touchez pas la hache (2007)
- De la guerre (2008)
- The Childhood of Icarus (L'Enfance d'Icare) (2009)